# Oscar Wendt
Oscar Joakim Wendt (* 24. Oktober 1985 in Göteborg) ist ein ehemaliger schwedischer Fußballspieler.

## Sportlicher Werdegang

### Vereinskarriere
Wendt begann im Alter von fünf Jahren mit Fußballspielen beim IFK Skövde. 2003 wechselte er zum IFK Göteborg, für den er in den ersten beiden Spielzeiten hauptsächlich noch in der Jugend spielte, aber bereits einzelne Kurzeinsätze in der Allsvenskan hatte. Nachdem er sich 2005 einen Stammplatz erkämpft hatte, wechselte er im Sommer 2006 zum FC Kopenhagen, mit dem er in den Jahren 2007 und 2009 bis 2011 viermal dänischer Landesmeister wurde.
Nachdem der FC Kopenhagen in der UEFA Champions League 2010/11 als erste dänische Mannschaft das Achtelfinale erreicht hatte, wechselte Wendt im Sommer 2011 ablösefrei in die deutsche Bundesliga zu Borussia Mönchengladbach mit einer Vertragslaufzeit bis zunächst 2014. Sein Debüt für die Borussia gab er am 8. Spieltag der Saison 2011/12 im Spiel gegen den SC Freiburg. Sein erstes Pflichtspieltor erzielte er im DFB-Pokalviertelfinale 2011/12 gegen Hertha BSC. In dieser Saison, in der sein Verein den vierten Tabellenplatz und damit die Qualifikation zur Champions League erreichte, konnte sich Wendt nicht gegen Mannschaftskapitän Filip Daems durchsetzen und kam lediglich zu 14 Einsätzen. Auch in der Folgesaison 2012/13 war Wendt anfänglich Ersatzspieler, ehe sich dann gegen Ende der Hinrunde Daems eine Verletzung der Adduktoren zuzog. Wendt stand daraufhin in den letzten acht Spielen der Hinrunde in der Startelf. Sein erstes Bundesligator für Borussia Mönchengladbach schoss er am 11. November 2012 im 4:2-Auswärtssieg bei der SpVgg Greuther Fürth. Im Spiel von Borussia Mönchengladbach gegen den FC Augsburg am 26. Januar 2019 absolvierte Wendt sein 184. Bundesliga-Spiel und hat damit die meisten Bundesligaeinsätze eines ausländischer Spielers für die Borussia bestritten. Anfang Juni 2020 wurde sein Vertrag für die Saison 2020/21 verlängert.
Nach seinem Vertragsende bei Borussia Mönchengladbach kehrte der 35-Jährige im Sommer 2021 zu seinem Jugendklub IFK Göteborg zurück, bei dem er zunächst einen Vertrag bis zum 31. Dezember 2022 erhielt. In der Saison 2021 bestritt er 15 von 20 möglichen Ligaspielen für Göteborg, in denen er zwei Tore schoss, sowie drei Pokalspiele mit einem Tor. Die anschließende Saison absolvierte er ebenfalls als Stammspieler, woraufhin sein Vertrag Ende 2022 um ein Jahr verlängert wurde. Mit Ablauf der Spielzeit 2024 beendete er seine Profikarriere.

### Nationalmannschaft

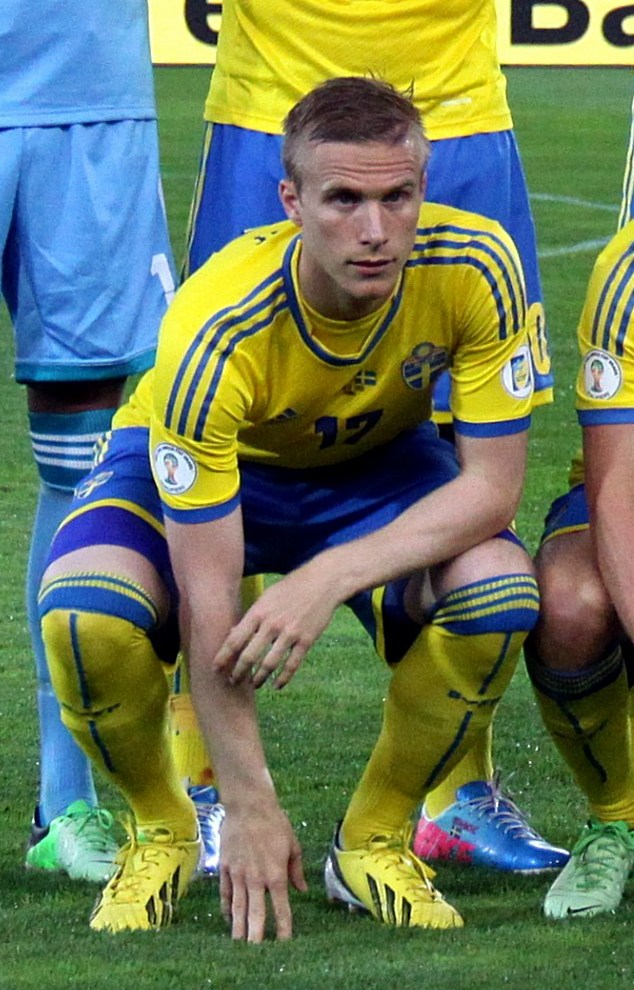
Wendt im Trikot der Nationalmannschaft (2013)

Wendt debütierte am 14. Januar 2007 bei der 0:2-Niederlage gegen Venezuela während einer Südamerikatournee in der schwedischen Nationalelf. Außerdem spielte er parallel für die U21-Auswahl Schwedens, für die er bereits 2006 debütiert hatte. Nationaltrainer Erik Hamrén berief ihn für die Europameisterschaft 2016 in Frankreich nicht in den Kader; Hemréns Nachfolger Janne Andersson berief ihn wieder.
Im März 2017 trat Wendt nach 28 Einsätzen aus der Nationalmannschaft zurück.

## Erfolge
- Dänischer Meister: 2007, 2009, 2010, 2011
- Dänischer Pokalsieger: 2009